# Jillian Oakley
Jillian Oakley ist eine ehemalige neuseeländische Squashspielerin.

## Karriere
Jillian Oakley nahm mit der neuseeländischen Nationalmannschaft 1985 an der Weltmeisterschaft teil. Dort zog sie mit der Mannschaft ins Finale ein, welches gegen England mit 1:2 verloren wurde. Oakley blieb im Finale ohne Einsatz. 1985 und 1989 nahm sie an den Weltmeisterschaften im Einzel teil. 1985 unterlag sie in der zweiten Runde Lisa Opie, vier Jahre darauf schied sie in der Auftaktrunde gegen Sarah Fitz-Gerald aus. In den Jahren 1985 und 1986 war sie Nummer vier der nationalen Rangliste. Sie wurde von Norm Coe trainiert.

## Erfolge
- Vizeweltmeister mit der Mannschaft: 1985